# Campana (Film)
Campana (Originaltitel: Quando suona la campana) ist der Titel eines 1970 entstandenen Kriegsfilmes von Luigi Batzella, der im deutschen Sprachraum auf dem Kleinstlabel „Trend Video“ erstveröffentlicht wurde.

## Handlung
Einige Jahre nach dem Zweiten Weltkrieg kommt Burger nach San Gasparre, um einige Schauplätze wiederzusehen, an denen er mehrere Kriegsabenteuer erlebte. Der freundliche Priester des Ortes erzählt ihm vom Partisanen Tego, der eine Brücke in die Luft sprengte und mit seinem Genossen Caronte im Auftrag des Widerstandsführers Moreno dann auf eine Nachricht einer Frau, Marisa, wartete. Die Wartenden wurden allerdings von den Deutschen aufgespürt; Don Vincenzo, der damalige Pfarrer habe noch versucht, die Kämpfer zu warnen, sei aber festgenommen worden. Burger findet bei seinen Streifzügen durch die Gegend einige Menschen, die Tego in weniger heroischem Licht darstellen.

## Kritik
„Es ist schwer, die richtigen Worte für dieses Durcheinander zu finden. Eine Geschichte, erzählt wie im Delirium; Dialoge, die medizinische Behandlung nahelegen; sofort wieder vergessene Schauspieler; zwei fast völlig zusammenhanglose Teile...“, so Davinotti.it.

## Bemerkungen
Einige Szenen des Filmes wurden im 1977 entstandenen La bestia in calore von Regisseur Batzella wiederverwendet. Dieser Film besteht aus einer Kombination eines Schwarz-Weiß-Teiles mit einem farbigen Teil.